# Consonant retroflexa
Una consonant retroflexa, consonant cacuminal o apicopalatal (o simplement retroflexa o cacuminal en l'àmbit de la fonètica) és aquella consonant que s'articula amb la punta o àpex de la llengua cap enrere cap al paladar dur, entre la regió alveolar i el paladar tou, però alhora sense coarticulació palatal, és a dir, sense que el dors de la llengua pugi cap al paladar tou.
Els sons d'aquesta mena són comuns a les llengües de l'Índia, com les de la subfamília indoària o de la família dravídica.
Més a prop de nosaltres, el sard (a Sardenya) té una consonant oclusiva retroflexa sonora [ɖ], que apareix geminada com a resultat històric de la geminada LL llatina o altres grups consonàntics.
Exemples en llengua sarda:
- casteddu = castell
- adde = vall
- bidda = vila - en realitat, en aquest cas el so cacuminal és també  geminat (consonant doble) (pronunciat [biɖɖa])
- cuddu, cudda = aquest, aquesta (pronunciat [kuɖɖu])
- cuaddu = cavall (pronunciat [kuaɖɖu])

Aquesta mena de sons també apareixen a Còrsega (varietat de Sartè i taravesa), a Sicília i en el parlar de Salento alguns fonemes que comporten una doble consonant tenen articulació retroflexa.
Exemples en cors:
- Iddu, Idda, Iddi (varietat sartenesa), Eddu, Edda, Eddi (varietat taravesa) = ell, ella, ells
- Cavaddu = cavall

Exemples en sicilià:
- Iddu, Idda, Iddi = ell, ella, ells
- Cavaddu = cavall

## En català
En català no hi ha sons d'aquesta mena.